# Плућна вена
Плућне вене су вене плућне циркулације крви. Настају спајањем више мањих вена у улазном пределу плућа. Постоје две леве и две десне плућне вене. Првобитна улога ових вена јесте да преносе оксидовану крв из плућа у леву преткомору срца. Једине су вене у организму које преносе оксидовану крв, а не редуковану, и које преносе крв у леву преткомору срца, а не у десну како је случај са другим венама.